# Leitzaldea
Leitzaldea ou Nord d'Aralar est une comarque de Navarre située dans la mérindade de Pampelune, dans la zone bascophone de Navarre et qui est limitée avec la province basque du Guipuscoa. 

## Municipalités
Les chiffres ci-dessous sont de 2009.
- Araitz: 592.
- Arano: 146.
- Areso: 282.
- Betelu: 342.
- Goizueta: 891.
- Larraun: 1.047.
- Leitza: 2.935.
- Lekunberri: 871.

## Personnalités liées à la comarque
- Iñaki Perurena
- José Mari Bakero, footballeur
- Aimar Olaizola[1], pelotari
- Abel Barriola[2], pelotari
- Patxi Zabaleta[3], homme politique et écrivain en langue basque

### Sources
- (es) Cet article est partiellement ou en totalité issu de l’article de Wikipédia en espagnol intitulé « Norte de Aralar » (voir la liste des auteurs).